# Fritz Müller (Maler, 1937)
Fritz Müller (* 12. August 1937 in Halle/Saale) ist ein deutscher Maler und Grafiker.

## Leben und Werk
Müller nahm 1954/1955 in Halle an einem Malzirkel Klaus von Woyskis teil. 1956 begann er eine Lehre als Restaurator, ehe er von 1957 bis 1962 bei Kurt Bunge und Meinolf Splett an der Hochschule für Industrielle Formgestaltung Halle - Burg Giebichenstein studierte.
Danach sicherte er seinen Lebensunterhalt bis 1965 als Stubenmaler und zuletzt als Restaurator bei der Denkmalspflege in Halle, ehe er sich als Maler und Grafiker in Halle selbständig machte. Er war Mitglied des Verbands Bildender Künstler der DDR.
Die Leunawerke erwarben für ihre Sammlung Bilder Müllers. Weitere Werke befinden sich u. a. im Kunstarchiv Beeskow und im Museum Schloss Bernburg.

## Darstellung Müllers in der bildenden Kunst
- Werner Rataiczyk: Maler F. M. (1970, Öl, 60 × 53 cm)[4]

## Werke (Auswahl)

### Tafelbilder
- Volkspark Halle (1967, Öl, 60 × 80 cm)[5]
- Blick auf Ammendorf (1969, Öl, 46 × 58 cm)[6]
- Winterliche Straße in Halle (1972, Öl, 60 × 50 cm)[7]
- Friederike (1972, Öl, 41 × 29 cm)[8]
- Forstarbeit (1982, Öl, 80 × 60 cm)[9]

### Druckgrafik
- Jahrmarkt am Wasserturm (1965, Lithografie, 37,5 × 45 cm)[10]
- Baustelle (1966, Lithografie, 39 × 47 cm)[11]
- Blumen (1966, Farblithografie, 32 × 42,5 cm)[12]

## Ausstellungen (mutmaßlich unvollständig)

### Einzelausstellungen
- 1967: Bernburg, Museum im Schloss (mit Heinrich Apel und Helmut Brade)
- 1971: Bernburg, Museum im Schloss (mit Jochen Aue und Manfred Gabriel)
- 1973: Dessau, Schloss Georgium („Junge Hallesche Künstler“; mit Hans Rothe und Gerhard Schwarz)

### Ausstellungsbeteiligungen
- 1967/1968, 1972/1973 und 1982/1983: Dresden, VI. Deutsche Kunstausstellung und VII. und IX. Kunstausstellung der DDR
- 1969, 1974 und 1979: Halle/Saale, Bezirkskunstausstellungen
- 1976: Karl-Marx-Stadt, Städtische Museen („Jugend und Jugendobjekte im Sozialismus“)
- 2002/2003: Leuna, Galerie im cCe Kulturhaus Leuna („Fast ein Dutzend Müller von der Burg“)

## Weblink
- https://www.bildindex.de/ete?action=queryupdate&desc=Fritz%20M%C3%BCller&index=obj-all